# 아티스트 & 모델
아티스트 & 모델(Artists And Models)은 미국에서 제작된 프랭크 타쉬린 감독의 1955년 영화이다. 딘 마틴 등이 주연으로 출연하였고 할 B. 월리스 등이 제작에 참여하였다.

## 출연

### 주연
- 딘 마틴
- 제리 루이스

### 조연
- 셜리 맥클레인
- 도로시 말론
- 에디 메이호프
- 에바 가버
- 아니타 에크베르그
- 조지 윈슬로우
- 잭 얼람
- 허버트 러들리
- 리처드 섀넌
- 리처드 웹
- 앨런 리
- 오토 왈디스

## 제작진
- 원작자: 노먼 레싱
- 협력프로듀서: 폴 나단
- 세트: 샘 코머
- 세트: 아서 크램스
- 의상: 에디스 헤드